# 堺市立八上小学校
堺市立八上小学校（さかいしりつやかみしょうがっこう）は、大阪府堺市美原区にある公立小学校。

## 沿革
- 1961年　開設

## 通学区域
- 堺市美原区 南余部(279～320、323～360、362、363番地)、北余部(23～47、52～53、77～92、109～128、159～168、170～184、194～213番地)、小寺、南余部西、北余部西、大饗、菩提、石原。

## 交通
- 南海高野線 初芝駅 - 南海バス「美原区役所」行き「大饗」下車。
- Osaka Metro御堂筋線 新金岡駅 - 南海バス「美原区役所」行き「大饗」下車。